# Пещенко, Андрей Семёнович
Андрей Семёнович Пе́щенко (1921—2006) — участник  Великой Отечественной войны, командир звена 451-го штурмового авиационного полка (264-й штурмовой авиадивизии, 5-го штурмового авиационного корпуса, 5-я воздушная армия). Герой Советского Союза (1946).

## Биография

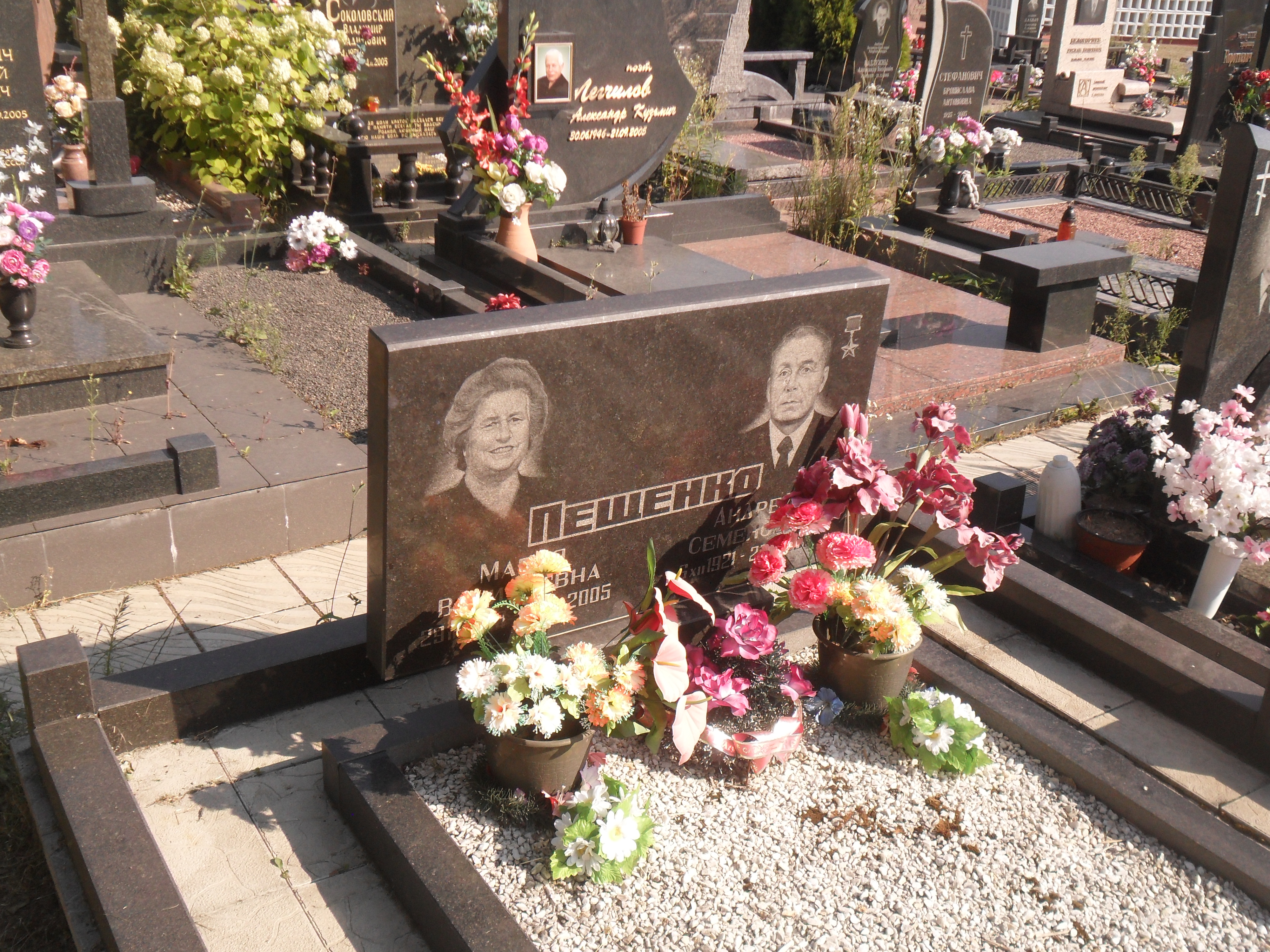
Могила Пещенко на Восточном кладбище Минска

До войны работал в мастерских Витебского политехникума и на заводе имени Кирова в Витебске.
В 1941 году окончил Витебский аэроклуб. В Красной Армии с 1941 года. Окончил Харьковскую военную авиационную школу пилотов (1942).
В Великую Отечественную войну с 1943 года на 1-м и 2-м Украинских фронтах, участник освобождения Украины, Польши, Румынии, Венгрии, Австрии, Чехословакии. Командир звена штурмового авиаполка лейтенант А. С. Пещенко сделал 150 боевых вылетов. Звание Героя Советского Союза присвоено 15 мая 1946 года (медаль № 9062).
После войны до 1962 года А. С. Пещенко служил в Советской Армии, в 1951 году окончил Высшие лётно-тактические курсы усовершенствования летного состава. Уволился в запас в звании полковника.
До 1991 года на хозяйственной работе (работал в Минскe на заводе ЭВМ).

## Награды
- Медаль «Золотая Звезда» Героя Советского Союза.
- Орден Ленина.
- Три ордена Красного Знамени.
- Орден Александра Невского.
- Два ордена Отечественной войны I степени.
- Орден Отечественной войны II степени.
- Орден Красной Звезды.
- Медали.

- 15 апреля 1999 года Указом Президента Республики Беларусь был награждён Орденом «За службу Родине» III степени[1].